# Huriel
 Huriel  là một xã ở tỉnh Allier thuộc miền trung nước Pháp.